# Le 12e Homme
Pour plus de détails, voir Fiche technique et Distribution.
Le 12e Homme (Den 12. mann) est un film de guerre norvégien réalisé par Harald Zwart, sorti en 2017. Le film est inspiré de la vie de Jan Baalsrud qui a pu s’échapper de Norvège après une tentative de sabotage qui a mal tourné.

## Synopsis
Douze combattants de la Résistance norvégienne formés à Londres embarquent à bord d'un bateau de pêche transportant six à sept tonnes d'explosifs et traversent la mer du Nord pour saboter les installations militaires allemandes en Norvège occupée. Mais les Allemands, informés de leur arrivée, détruisent le bateau et les capturent sauf un. Ce douzième homme, Jan Baalsrud, a réussi à s'échapper en se cachant et en nageant jusqu'à l'île la plus proche, Rebbenesøya. Il reçoit l'aide des habitants qui risquent leur vie pour l'aider. Il réussit à se rendre de Rebbenesøya à la Suède (pays neutre), en passant par Lyngenhalvøya et Manndalen.

## Fiche technique
- Production : Aage Aaberge, Veslemøy Ruud Zwart, Espen Horn
- Musique : Christophe Beck
- Directeur de la photographie : Geir Hartly Andreassen
- Montage : Jens Christian Fodstad
- Production : Nordisk Film Production AS, Zwart Arbeid
- Distribué par IFC Midnight
- Budget : 7 000 000 € [1]
- Pays d’origine :  Norvège
- Langue : norvégien, allemand
- Durée : 135 minutes
- Dates de sortie :
  -  Norvège : 25 décembre 2017
  -  France : 4 janvier 2020 en DVD

## Distribution
- Thomas Gullestad (no) (VF : Serge Faliu) : Jan Baalsrud
- Jonathan Rhys-Meyers : Sturmbannführer Kurt Stage (no)
- Marie Blokhus : Gudrun Grønnvoll
- Mads Sjøgård Pettersen (VF : Damien Ferrette) : Marius Grønnvoll
- Kim Jøran Olsen (no) : Nils "Nigo" Nilsen
- Julia Bache-Wiig (no) : Hanna Grønnvoll
- Vegar Hoel : Sigurd Eskeland (no)
- Martin Kiefer : Walther Wenders
- Trond Peter Stamsø Munch (no) : Aslak Fossvoll
- Maria Grazia Di Meo : Anna Pedersen
- Eirik Risholm Velle : Per Blindheim (no)
- Håkon Thorstensen Nielsen as Erik Reichelt (no)
- Torgny Gerhard Aanderaa : Sverre Odd Kverhellen
- Alexander Zwart : Sjur Ludvigsen Trovaag (no)
- Ole Victor Corral : Magnus Johan Kvalvik
- Håkon Smeby : Harald Peter Ratvik (no)
- Axel Barø Aasen : Frithjof Meyer Haugland
- Eric Dirnes : Bjørn Normann Bolstad (no)
- Daniel Frikstad : Gabriel Salvesen (no)
- Kenneth Åkerland Berg : Alfred A. Vik
- Sigurd Kornelius Lakseide : Ingvald Pedersen
- Aggie Peterson (no) : Ragnhild Hansen

## Autour du film
Le film est basé sur les mêmes événements historiques et a le même protagoniste que le film de 1957 Le Rescapé, nommé aux Oscars, d'Arne Skouen, dans lequel le courage et l'endurance de Baalrud ont également été soulignés. Le 12e Homme est également basé sur le rapport officiel écrit par Jan Baalsrud en 1943 et Ceux qui l'ont sauvé écrit par Tore Haug et Astrid Karlsen Scott. L'histoire de Jan Baalsrud a également été racontée dans We Die Alone de David Howarth.